# Protosticta beaumonti
Protosticta beaumonti är en trollsländeart som beskrevs av Wilson 1997. Protosticta beaumonti ingår i släktet Protosticta och familjen Platystictidae. IUCN kategoriserar arten globalt som livskraftig. Inga underarter finns listade i Catalogue of Life.